# Campeonato do Cazaquistão de Ciclismo em Estrada

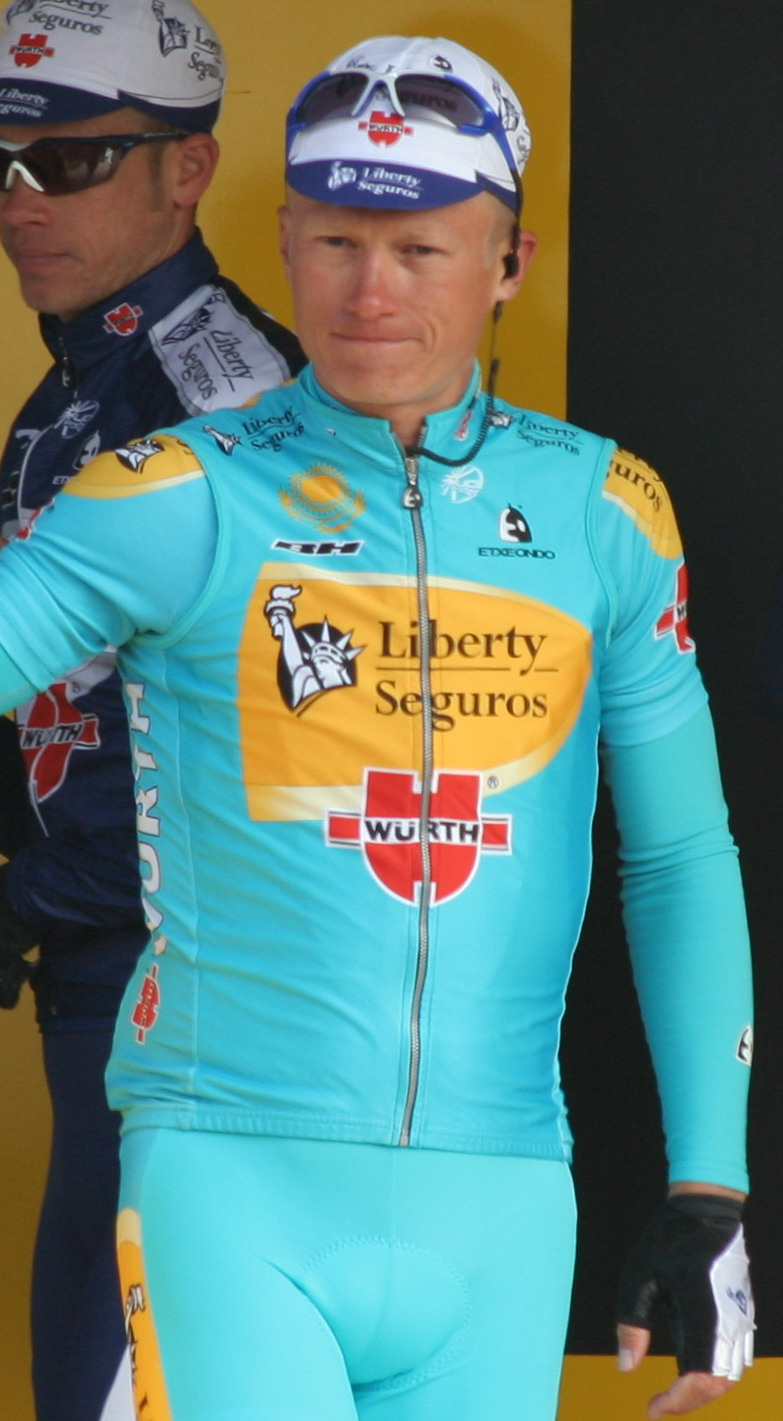
Alexandre Vinokourov com o maillot de Campeão do Cazaquistão

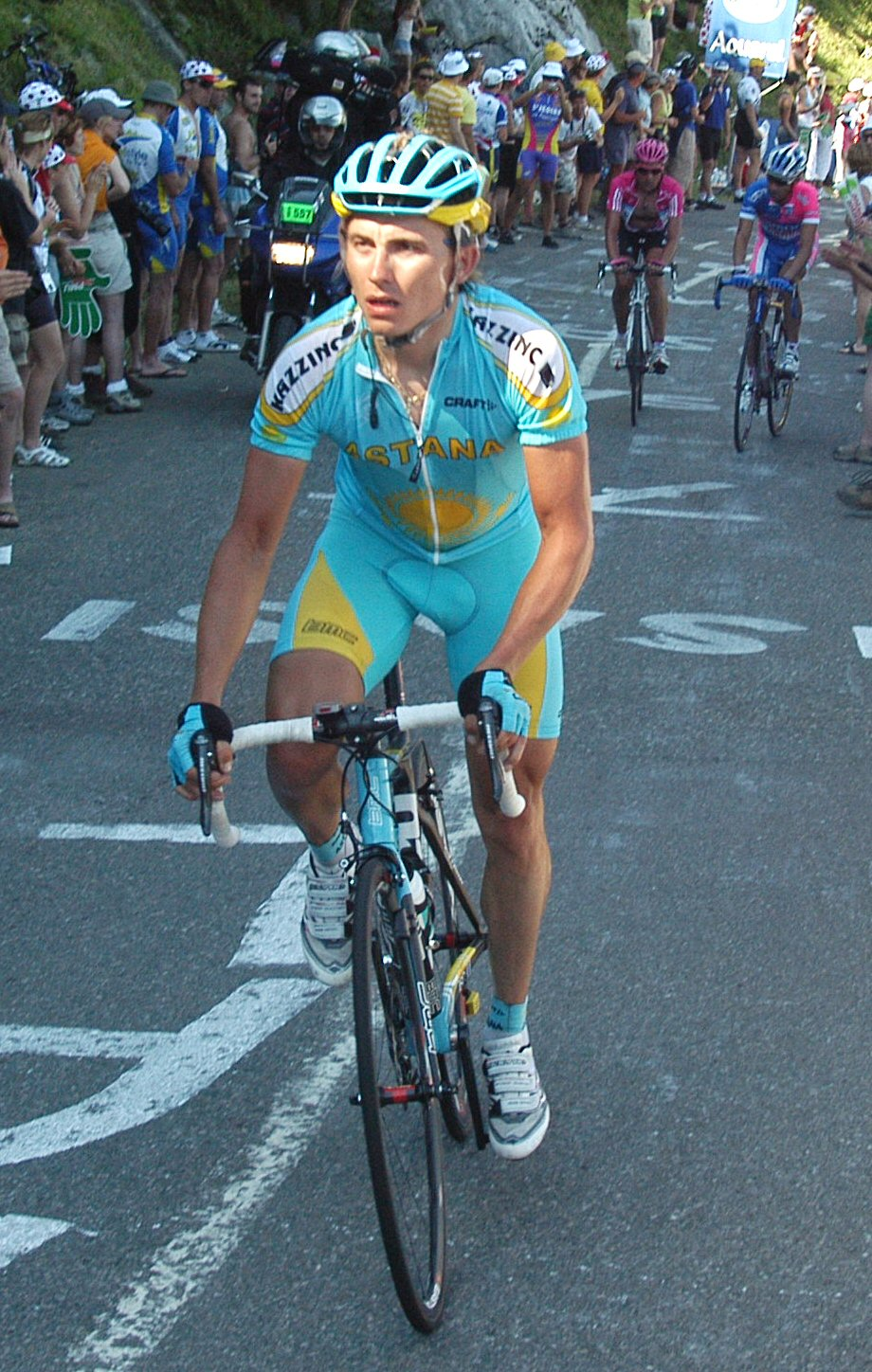
Maxim Iglinskiy, vestido com o maillot de campeão do Cazaquistão durante o Tour de France de 2007

Os Campeonatos do Cazaquistão de Ciclismo em Estrada organizam-se anual e ininterruptamente desde o ano 1997 para determinar o campeão ciclista de Cazaquistão de cada ano. O título outorga-se ao vencedor de uma única carreira. O vencedor obtém o direito a portar um maillot com as cores da Bandeira do Cazaquistão até ao Campeonato do Cazaquistão do ano seguinte.

## Palmarés
| Ano  | Ganhador             | Segundo              | Terceiro             |
| 1997 | Serguei Yakovlev     | Dmitriy Fofonov      | Alexandre Nadobenko  |
| 1998 | Sergey Beloussov     | Vleriy Titov         | Konstantin Kuznetsov |
| 1999 | Andrei Teteriouk     | Dmitriy Muravyev     | Pavel Nevdakh        |
| 2000 | Serguei Yakovlev     | Andrey Mizourov      | Andrei Teteriouk     |
| 2001 | Andrey Mizourov      | Serguei Yakovlev     | Vleriy Titov         |
| 2002 | Dmitriy Muravyev     | Pavel Nevdakh        | Kairat Baigudinov    |
| 2003 | Pavel Nevdakh        | Vadim Gorbachevsky   | Valentin Iglinskiy   |
| 2004 | Andrey Mizourov      | Andrey Kashechkin    | Maxim Iglinskiy      |
| 2005 | Alexandre Vinokourov | Andrey Mizourov      | Andrey Kashechkin    |
| 2006 | Andrey Kashechkin    | Alexandre Vinokourov | Maxim Iglinskiy      |
| 2007 | Maxim Iglinskiy      | Andrey Mizourov      | Valentin Iglinskiy   |
| 2008 | Assan Bazayev        | Sergey Renev         | Maxim Gourov         |
| 2009 | Dmitriy Fofonov      | Maxim Gourov         | Dmitriy Gruzdev      |
| 2010 | Maxim Gourov         | Assan Bazayev        | Vladislav Gorbunov   |
| 2011 | Andrey Mizourov      | Alexandr Shushemoin  | Ruslan Tleubayev     |
| 2012 | Assan Bazayev        | Alexey Lutsenko      | Abdraimzhan Ishanov  |
| 2013 | Aleksandr Dyachenko  | Sergey Renev         | Tilegen Maidos       |
| 2014 | Ilya Davidenok       | Alexandr Shushemoin  | Nurbolat Kulimbetov  |
| 2015 | Oleg Zemlyakov       | Dmitriy Lukyanov     | Stepan Astafyev      |
| 2016 | Armam Kamyshev       | Alexandr Shushemoin  | Matvey Nikitin       |
| 2017 | Artyom Zakharov      | Alisher Zhumakan     | Grigoriy Shtein      |
| 2018 | Alexey Lutsenko      | Nikita Stalnov       | Artyom Zakharov      |
| 2019 | Alexey Lutsenko      | Dmitriy Gruzdev      | Anton Kuzmin         |
| 2020 | Não se celebrou      | Não se celebrou      | Não se celebrou      |
| 2021 | Yevgeniy Fedorov     | Yevgeniy Gidich      | Artyom Zakharov      |

## Estatísticas

### Mais vitórias
| Ciclista         | Vitórias | Anos              |
| ---------------- | -------- | ----------------- |
| Andrey Mizourov  | 2        | 2001, 2004 e 2011 |
| Serguei Yakovlev | 2        | 1997 e 2000       |
| Assan Bazayev    | 2        | 2008 e 2012       |
| Alexey Lutsenko  | 2        | 2018 e 2019       |